# The Big Food Group
A Big Food Group egy kereskedelemmel foglalkozó cég az Egyesült Királyságban.
Jelenlegi formáját 2000-ben érte el, amikor az Iceland szupermarkethálózat felvásárolta a Booker Cash & Carry bolthálózatot.
Szintén a cég tulajdona a Woodward Foodservice és az Expert Logistics.
A Bigg Food Groupot 2005-ben megvásárolta az izlandi Baugur csoport.

## Külső hivatkozások
- The Big Food Group
- Iceland szupermarket
- Booker Cash & Carry